# Heteropoda venatoria
Nhện chuối (danh pháp hai phần: Heteropoda venatoria) là một loài nhện trong họ Sparassidae. Loài nhện này sinh sống ở khu vực có khí hậu nhiệt đới và cận nhiệt đới ở Đông Á (Trung Quốc, Nhật Bản, Singapore), Úc, hải đảo thuộc Polynesia (ví dụ như Hawaii), quần đảo Mascarene, Nam Mỹ, Caribbean và phía Đông Nam của Hoa Kỳ (tức là Florida).
Những con cái có thể được công nhận bởi cơ thể hơi dày, những con đực là mỏng hơn với chân dài hơn. Chúng đi săn vào ban đêm và ăn côn trùng như gián và do đó đối với nhiều gia đình nó là một vị khách hữu ích. Trong tiếng Hà Lan nó được gọi là nhện chuối, trong tiếng Anh được gọi là nhện thợ săn nâu.

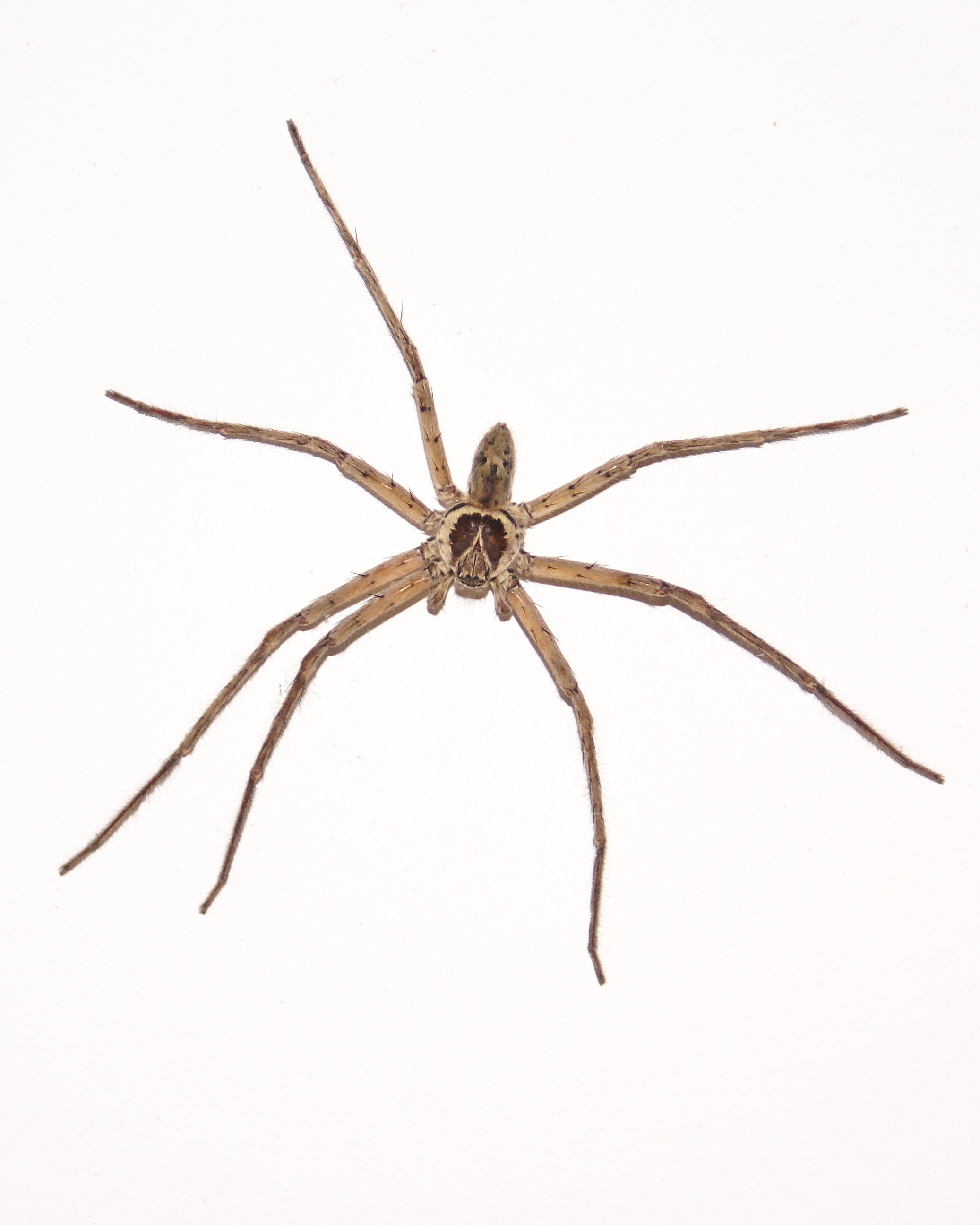
Banana spiderman